# Méri István
Méri István (Abony, 1911. szeptember 1. – Budapest, 1976. december 13.) restaurátor, régész. A magyar középkoros falukutatás egyik úttörője volt.

## Életpályája
Paraszti sorból származott. A budapesti Iparművészeti Iskola szobrásznövendéke volt. 1932-től a Magyar Nemzeti Múzeumban lett restaurátor. 1934-től ásatásokon is részt vett. Vendéghallgatóként bejárt a Budapesti Tudományegyetemre. 1942-től a kolozsvári Erdélyi Tudományos Intézet segédtisztje és 1942–1944 között négy szemesztert végzett el a Kolozsvári Tudományegyetemen. 1944-ben visszakerült a Magyar Nemzeti Múzeumba, majd a Teleki Pál Tudományos Intézetben (utóbb Kelet-Európai Tudományos Intézet, Néptudományi Intézet) dolgozott. Közben befejezte tanulmányait a Budapesti Tudományegyetemen, majd 1948-ban a Szegedi Tudományegyetemen doktorált. 1949-től újból a Magyar Nemzeti Múzeum munkatársa, és 1958–1963 között a Középkori Osztály vezetője volt.
Érdeklődése Erdélyben a magyar középkori régészet felé fordult. Több ásatáson vett részt Kolozsvárott és a Borsavölgyben, ezeket részben maga vezette. Ásatott többek között Túrkeve határában (Móric), Tiszalök határában (Rázom), Kardoskúton, Kesztölc-Klastrompusztán, Nagykanizsa várában, Gyula várában, Esztergomban (palota). Gyakorlatvezetőként az Eötvös Loránd Tudományegyetem régészhallgatóinak is oktatott.

## Művei
- 1944 Középkori temetőink feltárásmódjáról. Kolozsvár. Erdélyi Tudományos Füzetek 185.
- 1948 A magyar nép régészeti emlékeinek kutatása. In: Népkutatás Kézikönyve.
- 1952/1954 Beszámoló a Tiszalök-rázompusztai és a Túrkeve-mórici ásatások eredményéről I-II. Archaeologiai Értesítő
- 1964 Árpád-kori népi építkezésünk feltárt emlékei Orosháza határában. Budapest.
- 1986 Ásatás a kolozsvári Fő téren, 1943. Budapest.